# Parlement

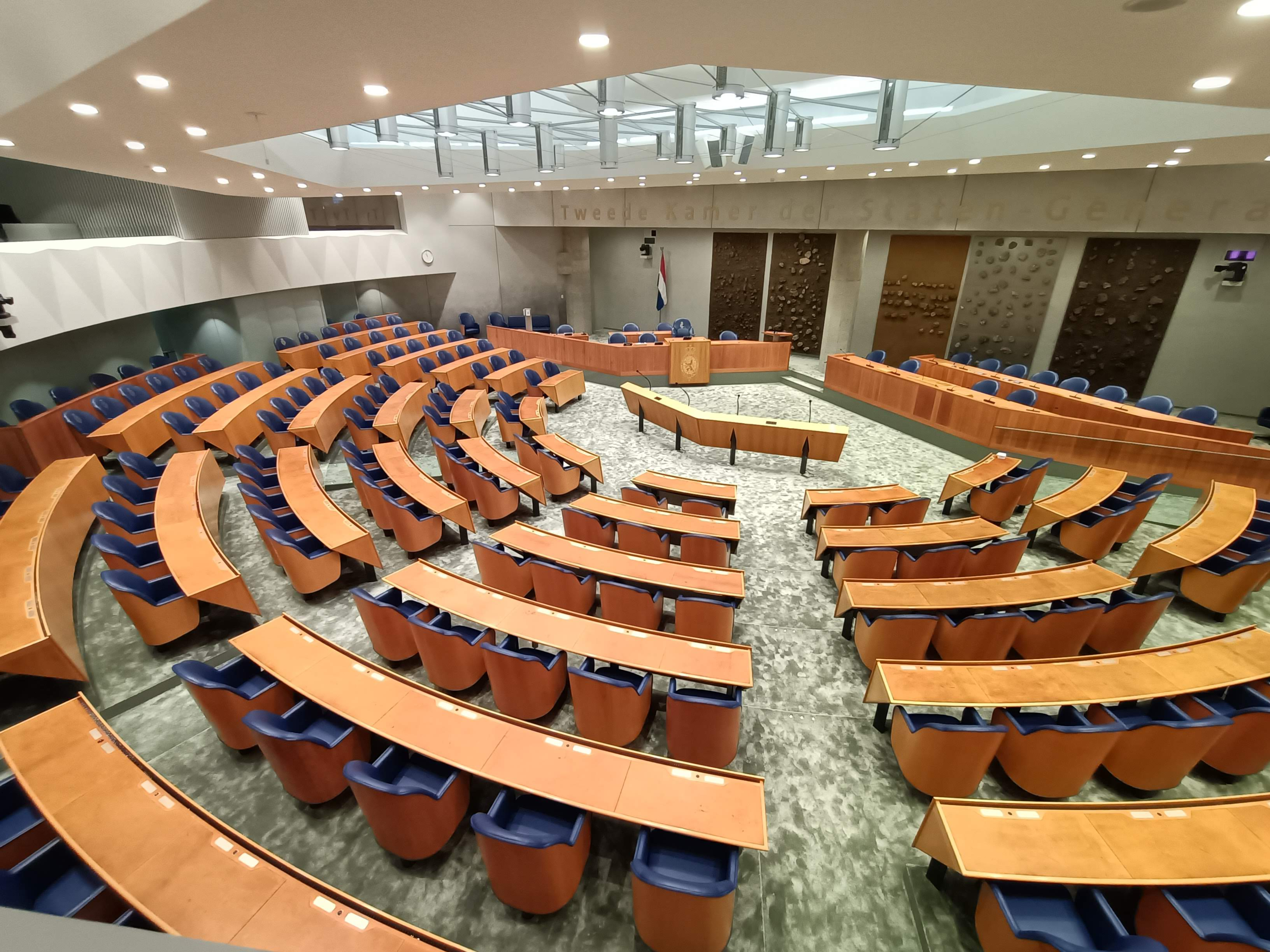
De plenaire zaal van de Nederlandse Tweede Kamer der Staten-Generaal

Een parlement is het hoogst verkozen beraadslagende orgaan van een democratische rechtsstaat, bestaande uit verkozen vertegenwoordigers van het volk, dat een essentiële rol speelt in de totstandkoming van wetgevende akten en in zijn totaliteit of in zijn onderdelen controle uitoefent op de uitvoerende macht. De naam is afgeleid van het Franse parler, wat "praten" betekent; een parlement is een gesprek, een discussie, dus een vergadering waar mensen discussiëren over zaken. Een volksvertegenwoordiging heet alleen parlement in een parlementair systeem, haar tegenhanger in een presidentieel systeem wordt congres genoemd.

## Parlementen in verschillende landen
Van de bijna 200 landen in de wereld hebben er 60 een bicameraal systeem:
- De Staten-Generaal van het Koninkrijk der Nederlanden bestaan uit de Tweede Kamer en de Eerste Kamer (senaat).
- Het Federaal Parlement van België bestaat uit de Kamer van volksvertegenwoordigers en de Senaat. In het Belgisch parlement worden de beide kamers niet benoemd met eerste of tweede, er is dus een formele gelijkheid van de twee kamers. In België wordt de term "wetgevende kamers" gebruikt om naar de beide kamers van het parlement als aparte entiteiten te verwijzen.
- Het Duits parlementair systeem bestaat ook uit twee organen: de Bondsdag en de Bondsraad. Alleen de Bondsdag vormt echter het federale parlement. De Bondsraad wordt als een afzonderlijke instelling beschouwd.
- In Frankrijk is het lagerhuis de Assemblée nationale.
- Het parlement van het Verenigd Koninkrijk bestaat uit het Lagerhuis ('House of Commons') en het Hogerhuis ('House of Lords').

In Nederland wordt de volksvertegenwoordiging de Staten-Generaal genoemd. Sinds 1814 is dit een parlement, in 1815 werd het gesplitst tot een tweekamerstelsel.
Vlaanderen koos voor het zogenaamde eenkamerstelsel, het Vlaams Parlement. Het Vlaams Gewest en de Vlaamse Gemeenschap fusioneerden hiertoe de twee volksvertegenwoordigende raden die bij de Belgische staatshervorming voorzien waren. De anderen gewesten en gemeenschappen hebben ook elk hun eigen parlement: Waals Parlement, Parlement van de Franse Gemeenschap, Parlement van de Duitstalige Gemeenschap, Parlement van het Brussels Hoofdstedelijk Gewest.
Het Europees Parlement heeft één kamer. Sommigen willen een extra kamer met leden uit de nationale parlementen, hoewel de Europese Raad in zekere zin reeds die functie vervult.

## Functies van het parlement
Een parlement heeft vier functies.
1. Representatieve functie. Parlementsleden vertegenwoordigen het volk en vormen daardoor de spil tussen de samenleving (het volk) en het politiek systeem.
2. Wetgevende functie. Het parlement is de wetgevende macht. In de werkelijkheid gaat dit vaak in overleg met de regering die vaak wetsvoorstellen doet.
3. Deliberatieve functie. Dit is de functie van parlementariërs om te debatteren over nieuwe wetsvoorstellen. In de VS wordt filibusteren toegepast om stemmingen over wetsvoorstellen zo veel mogelijk uit te stellen.
4. Controlerende functie. Parlementsleden controleren het functioneren van de regering nauwgezet. Hierbij kan o.a. gebruikgemaakt worden van calculaties van de Algemene Rekenkamer om te controleren of de uitvoerende macht zich aan de begroting houdt en het staatsgeld verantwoord uitgeeft. Een speciaal controlemiddel is dat van de parlementaire onderzoekscommissie waarmee een commissie aangesteld wordt om de oorzaak van een grove fout op een bepaald beleidsterrein uit te zoeken en op basis hiervan aanbevelingen te doen.

## Typen parlementsgebouw[2]
Halve cirkel
- oorsprong - Griekse theaters

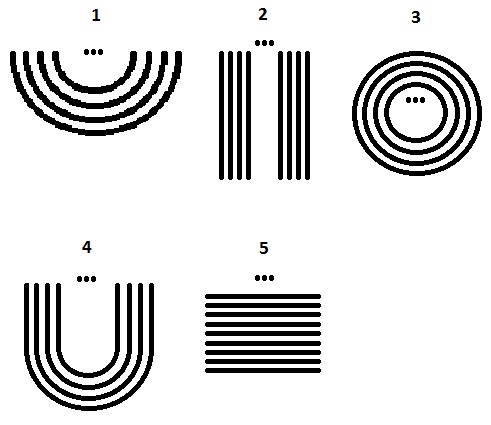
1)Halve cirkel, 2)rijen tegenover elkaar, 3)Cirkel, 4)Hoefijzer, 5)Schoolklas

- hedendaags gebruik - Assemblée Nationale Frankrijk Parlement, Riksdag Zweeds Parlement

Rijen tegenover elkaar
- oorsprong - Engelse Koning krijgt advies van enerzijds de adel, anderzijds de clerus
- hedendaags gebruik - House of Lords (Brits parlement), Canadese Senaat (Canadees parlement)

Cirkel
- oorsprong - IJslands parlement uit de tiende eeuw
- hedendaags gebruik - Landtag (Parlement Noord-Rijnland-Westfalen), Boeverbos (Provinciebestuur West-Vlaanderen)

Hoefijzer
- oorsprong - onbekend (combinatie tussen halve cirkel en rijen)
- hedendaags gebruik - Dhaka Bangladesh, House of Representatives (Australisch parlement)

Schoolklas
- oorsprong - onbekend (communisme)
- hedendaags gebruik - Russisch parlement, Parlement van Kirgizië, Senaat van Pakistan

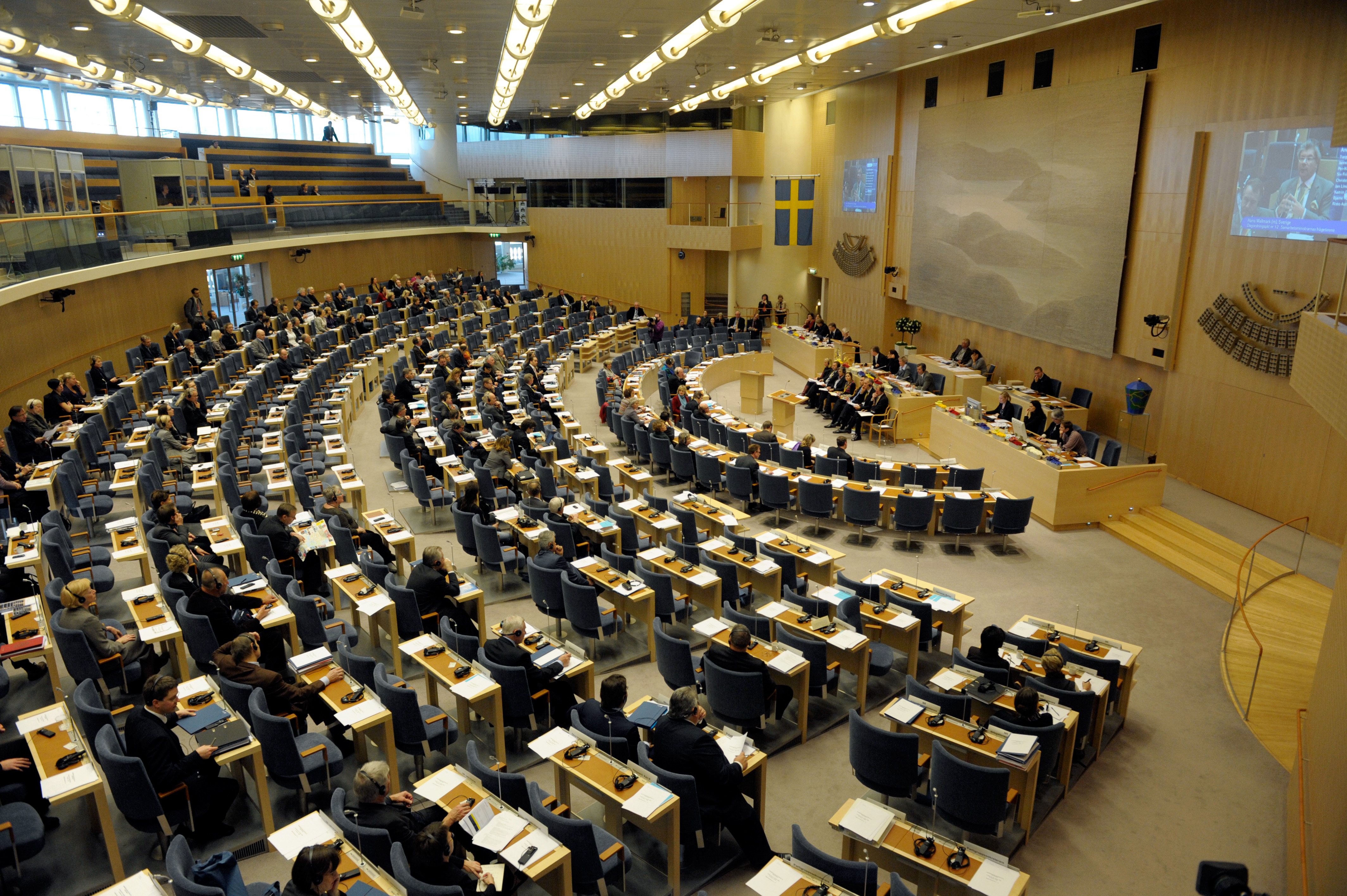
Riksdag (Zweeds parlement) - type 1
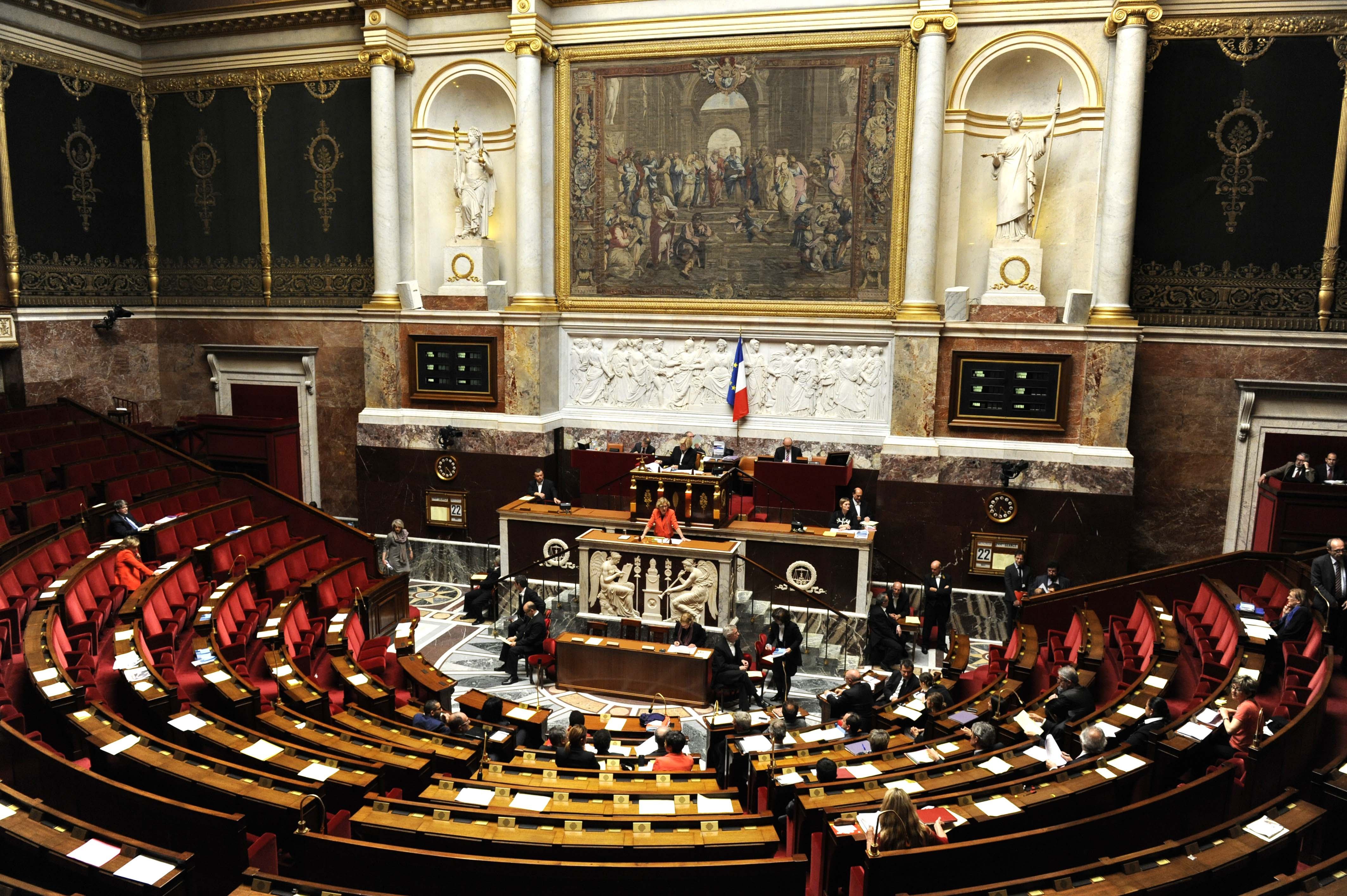
Palais Bourbon (Frans parlement) - type 1
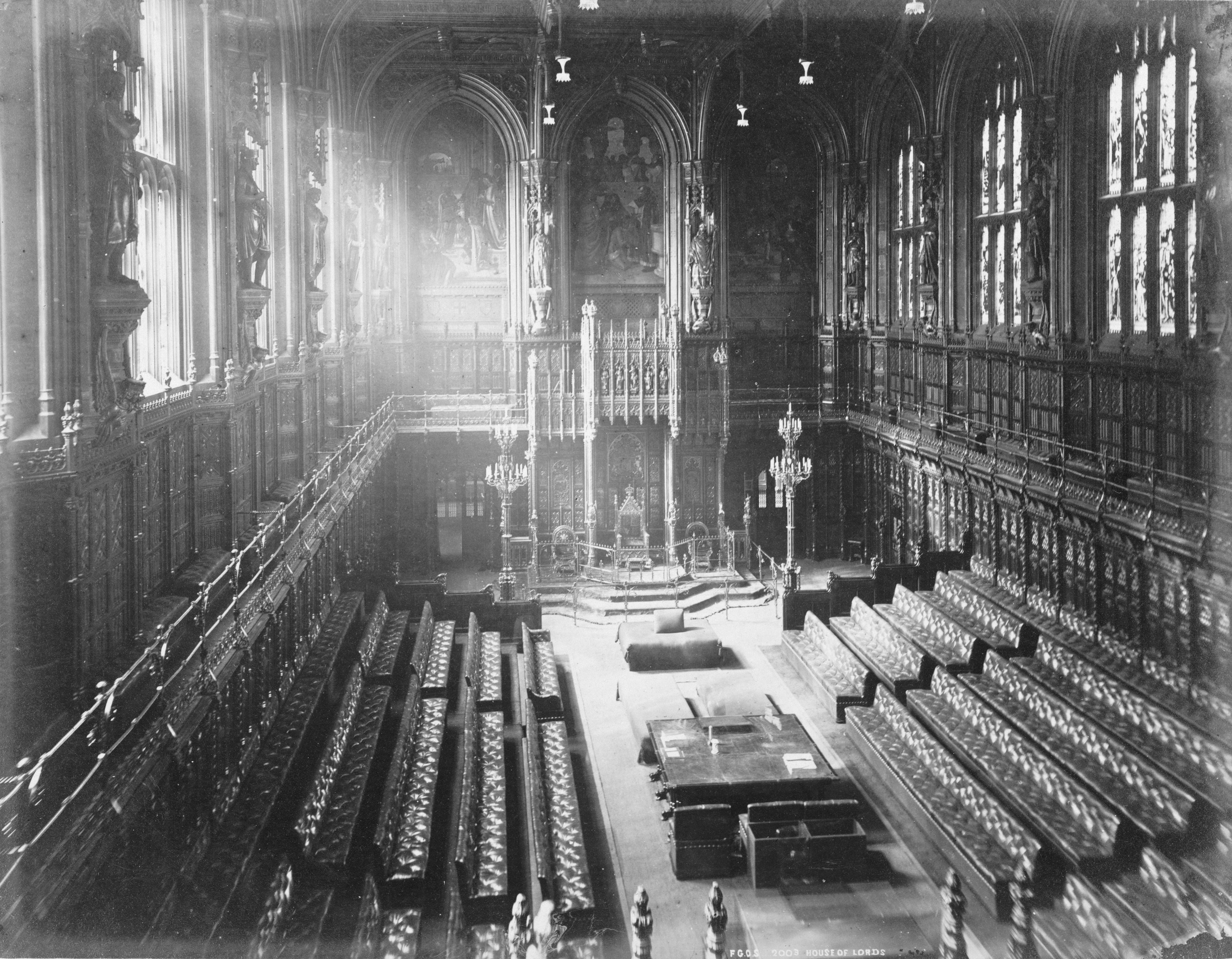
House of Lords (Westminster) (Brits parlement) - type 2
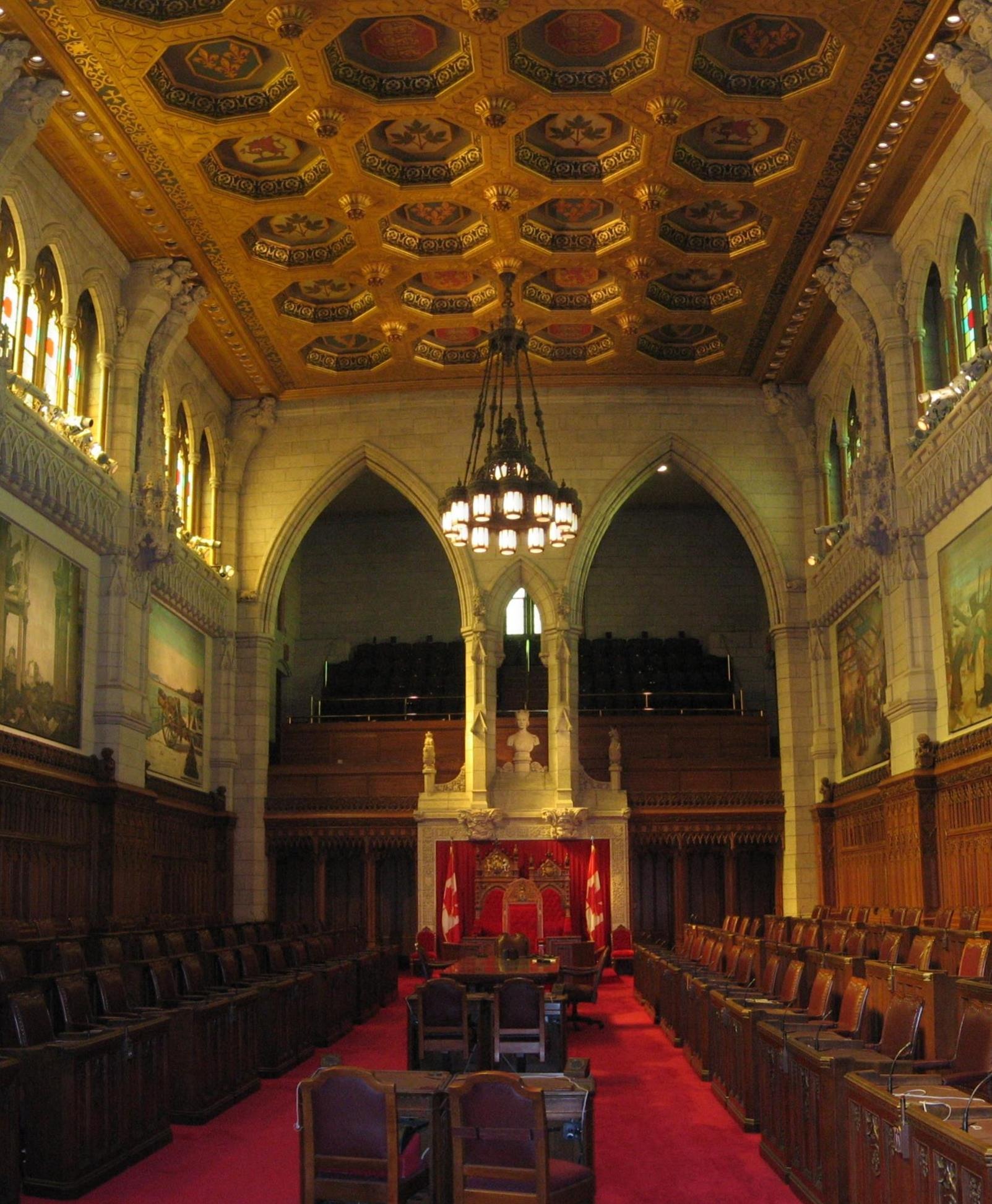
Canadese Senaat (Canadees parlement) - type 2
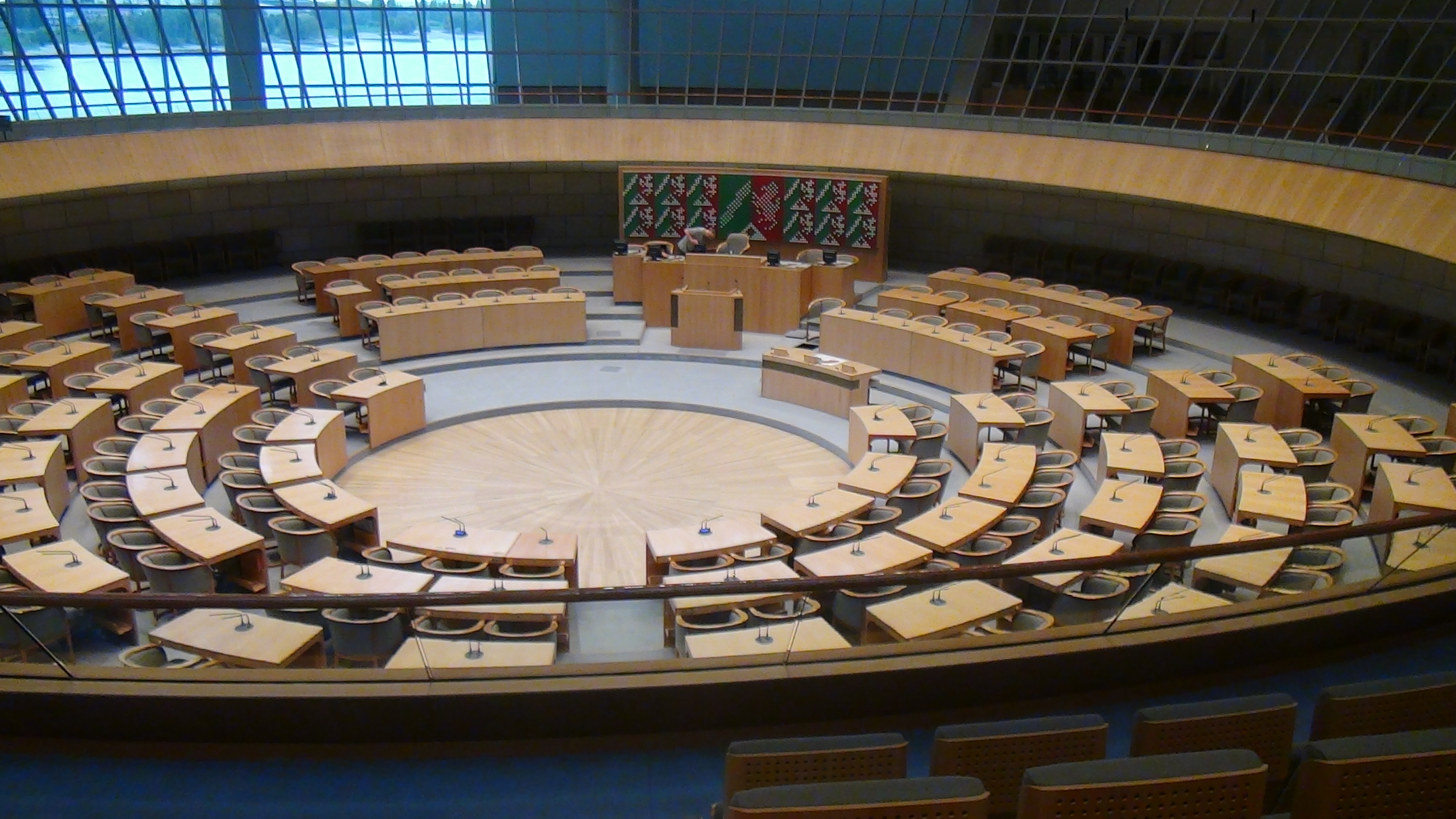
Landtag (Parlement Noord-Rijnland-Westfalen) - type 3
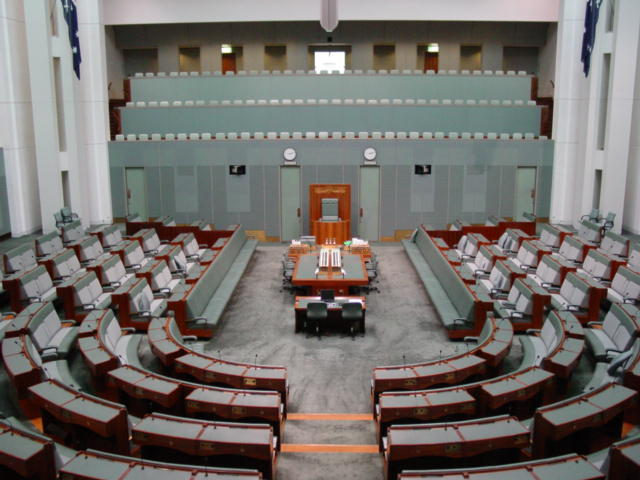
(Australisch parlement) - type 4
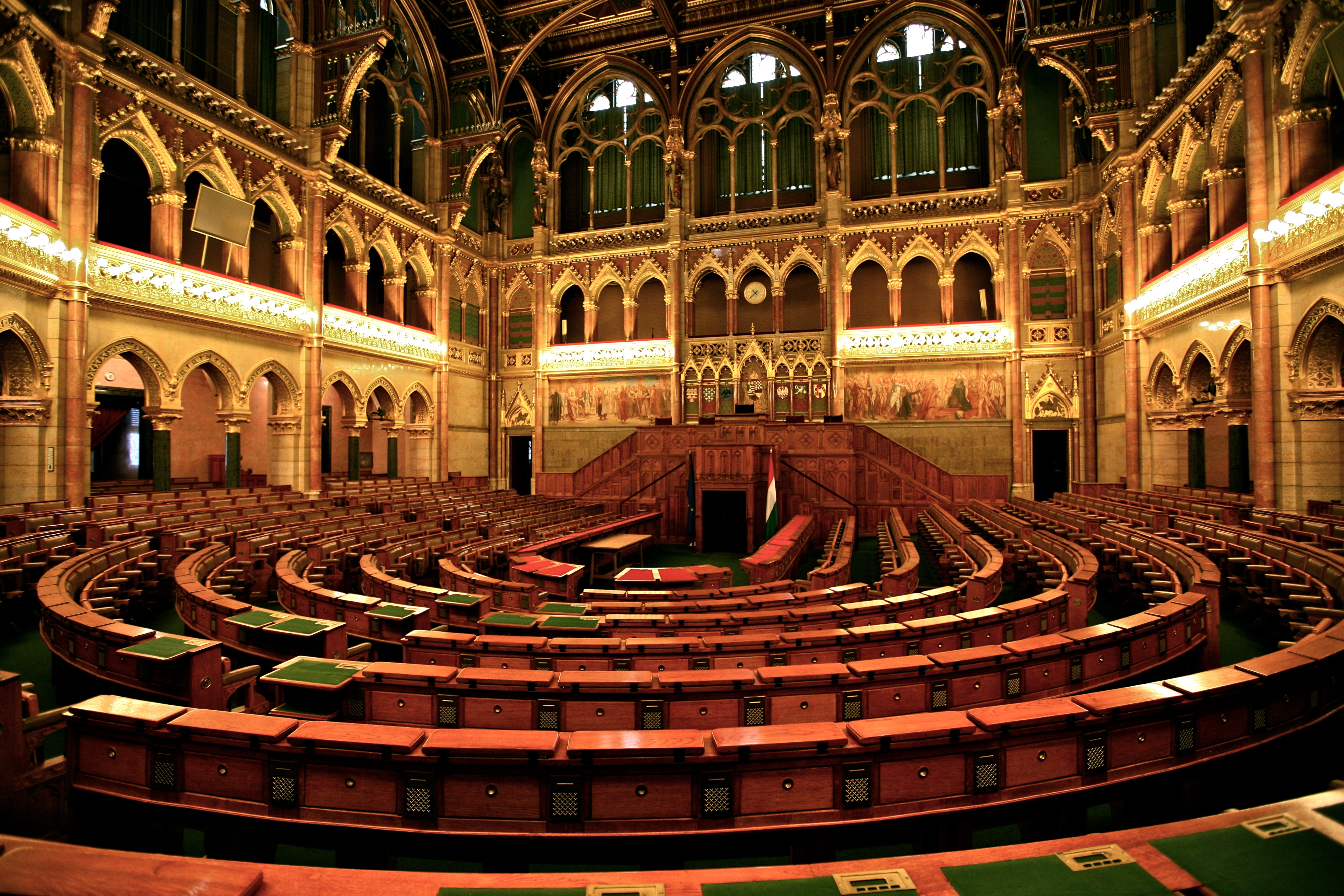
Országház (Hongaars parlement) - type 4
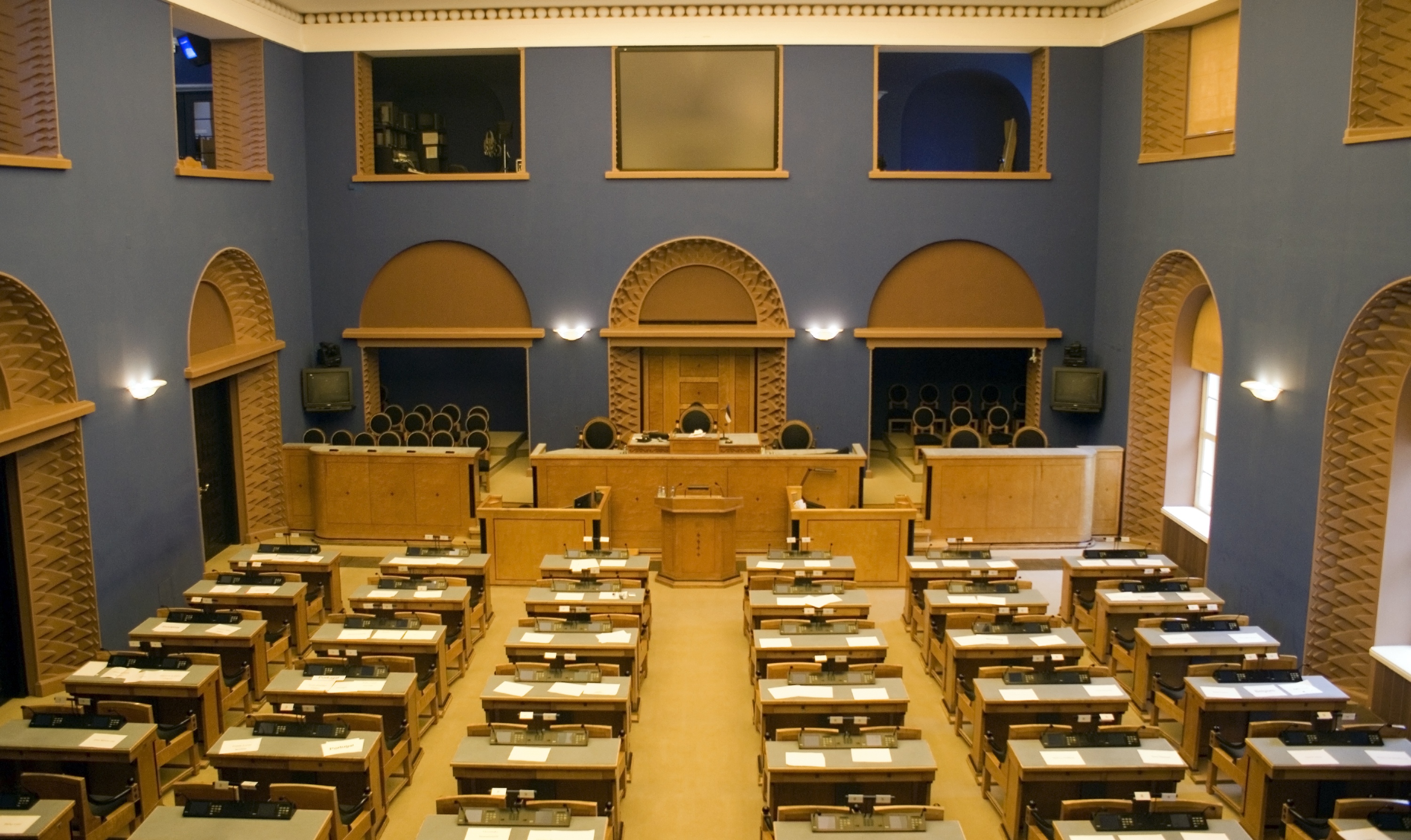
Riigikogu (Parlement van Estland) - Type 5

## Lijst van parlementen
- Azerbeidzjan: Azərbaycan Respublikasının Milli Məclisi (Nationale Vergadering)
- Bulgarije: Narodno Sobranie (Parlement)
- België: Federaal Parlement van België
- Brazilië: Congresso Nacional (Parlement)
- Denemarken: Folketing (Parlement)
- Duitsland: Bondsdag (Bondsvergadering)
- Estland: Riigikogu (Parlement)
- EU: Europees Parlement
- Finland: Eduskunta (Parlement)
- Frankrijk: Assemblée Nationale (Nationale Vergadering)
- Georgië: საქართველოს პარლამენტი (Parlement van Georgië)
- Griekenland: Βουλὴ τῶν Ἑλλήνων (Parlement van Grieken)
- Hongarije: Országgyűlés (Parlement)
- Ierland: Dáil Éireann (Kamer van Afgevaardigden van Ierland)
- IJsland: Alding (Parlement)
- Indonesië: Dewan Perwakilan Rakyat (Volksvertegenwoordigingsraad)
- Israël: Knesset (Parlement)
- Italië: Camera dei deputati (Kamer van Afgevaardigden)
- Kaapverdië: Assembleia Nacional de Cabo Verde (Parlement)
- Liechtenstein: Landtag
- Litouwen: Seimas
- Luxemburg: Chambre des Députés (Kamer van Afgevaardigden)
- Nederland: Staten-Generaal
- Noorwegen: Storting en of Odelsting (Grote Verzameling)
- Polen: Sejm (Rijksdag)
- Portugal: Assembleia da República (Parlement)
- Oekraïne: Verkhovna Rada (Parlement)
- Roemenië: Camera Deputaţilor (Lagerhuis)
- Rusland: Doema (Lagerhuis)
- Sao Tomé en Principe: Assembleia Nacional
- Spanje: Cortes Generales
- Suriname: De Nationale Assemblée
- Turkije: Grote Nationale Assemblee van Turkije
- Verenigd Koninkrijk: House of Commons (Lagerhuis) en House of Lords (Hogerhuis)
- Verenigde Staten: Congres (Parlement)
- Zweden: Riksdag (Rijksdag)